# 箱山愛香
箱山 愛香（はこやま あいか、1991年7月27日 - ）は、日本のアーティスティックスイミング元選手。日本体育大学卒業。インプレッションコーチ(R)。

## 経歴
小学校2年生のときにシンクロナイズドスイミング（当時）を始めた。長野日大高校から日本体育大学に進学。大学卒業後、地元長野に戻り栗田病院の総務課で働きながら長野シンクロクラブに所属し競技生活を送っている。
2010年、FINAシンクロワールドカップで日本代表入りし、2012年ロンドンオリンピックに出場しチームで5位入賞。2016年リオデジャネイロオリンピックでチームで銅メダルを獲得。2019年10月からインプレッションコーチ(R)として、印象評論家である重太みゆきのプロダクション、M.snow Productions Violetに所属。

## 主な戦績
- 2012年ロンドンオリンピック　チーム5位
- 2016年リオデジャネイロオリンピック　チーム3位